# کلاغک (پرنده)
کلاغک (نام علمی: Coloeus) نام یک سرده از تیرۀ کلاغان است.